# デビッド・ロワゾー
デビッド・ロワゾー（David Loiseau、1979年12月17日 - ）は、カナダの男性総合格闘家。ハイチ系カナダ人。ケベック州モントリオール出身。トリスタージム所属。ブラジリアン柔術黒帯。元TKO世界ミドル級王者。元TPFミドル級王者。
長い手足から繰り出されるムエタイ仕込みの打撃を武器にする。特に後ろ回し蹴りは得意技のひとつで、チャールズ・マッカーシー戦ではこの技でKO勝ちを見せた。

## 来歴
2000年6月2日、UCC 1で総合格闘技デビュー。
2002年10月11日、UCC世界ミドル級タイトルマッチでジェシー・ジョーンズと対戦し、3-0の判定勝ちを収め王座獲得に成功した。

### UFC
2003年4月25日、UFC初参戦となったUFC 42でマーク・ウィアーと対戦し、パウンドでKO勝ち。
2006年3月4日、UFC 58の世界ミドル級タイトルマッチでリッチ・フランクリンと対戦し、0-3の判定負けを喫し王座獲得に失敗した。
2007年2月10日、初参戦となったEliteXCでジョーイ・ヴィラセニョールと対戦し、0-3の判定負け。
2009年4月18日、約2年半ぶりのUFC参戦となったUFC 97でエド・ハーマンと対戦し、0-3の判定負け。

## 戦績
| 総合格闘技 戦績 | 総合格闘技 戦績 | 総合格闘技 戦績 | 総合格闘技 戦績 | 総合格闘技 戦績 | 総合格闘技 戦績 | 総合格闘技 戦績 |
| --------------- | --------------- | --------------- | --------------- | --------------- | --------------- | --------------- |
| 31 試合         | (T)KO           | 一本            | 判定            | その他          | 引き分け        | 無効試合        |
| 21 勝           | 14              | 3               | 4               | 0               | 0               | 0               |
| 10 敗           | 2               | 2               | 6               | 0               | 0               | 0               |

| 勝敗 | 対戦相手                       | 試合結果                           | 大会名                                                                  | 開催年月日     |
| ○    | クリス・マクナリー             | 1R 2:30 TKO（ドクターストップ）    | CES MMA: Real Pain                                                      | 2012年10月6日  |
| ○    | レオポルド・セラオン           | 5R 1:12 TKO（ドクターストップ）    | TPF 8: All or Nothing 【TPFミドル級タイトルマッチ】                     | 2011年2月18日  |
| ×    | マリオ・ミランダ               | 2R 4:07 TKO（パウンド）            | UFC 115: Liddell vs. Franklin                                           | 2010年6月12日  |
| ○    | チェスター・ポスト             | 1R 4:40 TKO（パンチ連打）          | MFL 2: Battleground                                                     | 2010年2月27日  |
| ×    | エド・ハーマン                 | 5分3R終了 判定0-3                  | UFC 97: Redemption                                                      | 2009年4月18日  |
| ○    | ソロモン・ハッチャーソン       | 5R 1:56 TKO（膝蹴り）              | Xtreme MMA 5: It's Crow Time                                            | 2008年9月13日  |
| ○    | アンドリュー・バックランド     | 1R 0:20 KO（パンチ連打）           | Raw Combat: Resurrection                                                | 2008年6月20日  |
| ○    | トッド・ゴーウェンバーグ       | 5分3R終了 判定3-0                  | HCF: Crow's Nest                                                        | 2008年3月29日  |
| ×    | ジェイソン・デイ               | 5分3R終了 判定1-2                  | HCF: Destiny                                                            | 2008年2月1日   |
| ○    | フレディー・エスピリカータ     | 2R 3:10 肩固め                     | Art of War 2                                                            | 2007年5月11日  |
| ×    | ジョーイ・ヴィラセニョール     | 5分3R終了 判定0-3                  | EliteXC: Destiny                                                        | 2007年2月10日  |
| ×    | マイク・スウィック             | 5分3R終了 判定0-3                  | UFC 63: Hughes vs Penn                                                  | 2006年9月23日  |
| ×    | リッチ・フランクリン           | 5分5R終了 判定0-3                  | UFC 58: USA vs. Canada 【UFC世界ミドル級タイトルマッチ】                | 2006年3月4日   |
| ○    | エヴァン・タナー               | 2R 4:15 TKO（カット）              | Ultimate Fight Night 2                                                  | 2005年10月3日  |
| ○    | チャールズ・マッカーシー       | 2R 2:10 KO（右バックスピンキック） | UFC 53: Heavy Hitters                                                   | 2005年6月4日   |
| ○    | ギデオン・レイ                 | 1R終了時 TKO（ドクターストップ）   | UFC 51: Super Saturday                                                  | 2005年2月5日   |
| ○    | カーティス・スタウト           | 5分3R終了 判定3-0                  | TKO 17: Revenge                                                         | 2004年9月25日  |
| ○    | クリス・フォンテーヌ           | 1R 0:13 KO（パンチ）               | TKO 16: Infernal 【TKOカナダミドル級タイトルマッチ】                    | 2004年5月22日  |
| ×    | ジェレミー・ホーン             | 1R 0:55 フロントチョーク           | TKO 15: Unstoppable 【TKO世界ミドル級タイトルマッチ】                   | 2004年2月28日  |
| ×    | ホルヘ・リベラ                 | 5分3R終了 判定0-3                  | UFC 44: Undisputed                                                      | 2003年9月26日  |
| ○    | マーク・ウィアー               | 1R 3:55 KO（パウンド）             | UFC 42: Sudden Impact                                                   | 2003年4月25日  |
| ○    | トニー・フリックランド         | 1R 4:24 TKO（カット）              | UCC 12: Adrenaline 【UCC世界ミドル級タイトルマッチ】                    | 2003年1月25日  |
| ○    | ジェシー・ジョーンズ           | 5分3R終了 判定3-0                  | UCC 11: The Next Level 【UCC世界ミドル級タイトルマッチ】                | 2002年10月11日 |
| ○    | クラウジオノール・フォンチネリ | 2R 0:56 TKO（パンチ連打）          | UCC 8: Fast and Furious                                                 | 2002年3月30日  |
| ○    | ジョー・ドークセン             | 5分3R終了 判定3-0                  | UCC 7: Bad Boyz                                                         | 2002年1月25日  |
| ○    | アニス・アブデリ               | 1R 1:41 チョークスリーパー         | UCC 6: Redemption                                                       | 2001年10月19日 |
| ○    | ショーン・トンプキンズ         | 1R 1:26 TKO（パンチ連打）          | UCC 4: Return of the Super Strikers                                     | 2001年5月12日  |
| ×    | ジェイソン・セントルイス       | 1R 2:42 TKO（パンチ連打）          | UCC 3: Battle for the Belts 【UCCカナダミドル級タイトルマッチ】         | 2001年1月27日  |
| ○    | スティーブ・ヴィニョー         | 1R 10:00 TKO（タオル投入）         | UCC 2: The Moment of Truth 【カナダミドル級王座決定トーナメント 決勝】  | 2000年8月12日  |
| ○    | ジャスティン・ブルックマン     | 1R 3:07 フロントチョーク           | UCC 2: The Moment of Truth 【カナダミドル級王座決定トーナメント 1回戦】 | 2000年8月12日  |
| ×    | ジャスティン・ブルックマン     | 1R 3:04 腕ひしぎ十字固め           | UCC 1: The New Beginning                                                | 2000年6月2日   |

## 獲得タイトル
- 初代UCCカナダミドル級王座（2000年）
- 第4代TKO世界ミドル級王座（2002年）
- 第6代TKOカナダミドル級王座（2002年）
- 第2代TPFミドル級王座（2011年）
- ECCライトヘビー級王座（2013年）